# إرثرومايسين/تريتينوين
الاريثروميسين / تريتينوين (الاسم التجاري 'إيسوتريكسين') هو عبارة عن جل(هلام) موضعي (في نفس المكان ) مع اثنين من المكونات النشطة: الاريثروميسين 2٪ W/W و تريتينوين 0.05٪ W/W مع إشارات أساسية معتدلة لعلاج حب الشباب الشائع.
تريتينوين هوعبارة شكل من الأشكال الصيدلانية من حمض الريتينويك (مستقلب فيتامين (أ)). ويعتقد أن آلية عملها تنطوي على التقليل في كمية الزهم التي تنتجها الغدد الدهنية على سطح الجلد.
الاريثروميسين هو مضاد للجراثيم ماكرولايد المضادات الحيوية المستخدمة لعلاج الالتهابات البكتيرية، بما في ذلك تثبيط البكتيريا المرتبطة حب الشباب، مثل بروبيونيباكتريوم حب الشباب. وآلية العمل غير مفهومة جيدا.
الآثار الجانبية
قد يسبب الاريثروميسين / تريتينوين عددا من الآثار الجانبية، والتي تتراوح ما بين شائع جدا ونادر. معظم الآثار الجانبية تؤثر على الجلد ولها تأثير موضعية فقط إلى مكان التطبيق. ترتبط بعض الآثار الجانبية بسمية فيتامين أ. وفيما يلي ردود الفعل السلبية التي تم الحصول عليها من معلومات المنتج إيسوتركس مختبرات ستيفل اعتبارا من فبراير 2014.
شائع جدا (≥ 1/10)	شائع  (≥ 1/100، <1/10)	متكرر غير معروف
آلام الجلد	التهاب الجلد	رد الفعل التحسسي
الطفح الجلدي		تورم الوجه
زيروديرما (جفاف الجلد)		طفح الجلدي
التهاب الشظية (حكة الجلد)		آلام في البطن
حرق الجلد		الإسهال
(احمرار الجلد)		حساسية الجلد
تهيج الجلد		تلون الجلد
تقشير الجلد أو التحجيم		